# 爛賭夫鬥爛賭妻
《爛賭夫鬥爛賭妻》是一部2012年由王晶執導，杜汶泽、薛凯琪領銜主演的香港喜劇電影，香港于2月16日正式上映、马来西亚和新加坡於2月23日上映，Youtube於5月17日正式上映（現已超過160萬點擊率），被列为儿童不宜。本電影以賭術及愛情價值觀作為電影題材。

## 劇情
舒奇（杜汶泽 饰）及香香（薛凯琪 饰）两人极度烂赌，任何时间都会赌瘾发作。二人本来不相识，但於澳门同时因欠下贵利赌债而被高利贷集团软禁在一起；期间更互生情愫，志趣相投的他们回到香港後决定结婚。
两人结婚后事业爱情两得意，更诞下女儿舒小小。但是舒奇被女富豪Michelle垂青担任电影男主角，而香香也被赌场老板Sam罗致雇佣对付老千。原是前度情侣的Michelle跟Sam各自被舒奇及香香吸引，更向二人展开热烈追求，舒奇及香香最终决定离婚。
舒奇及香香都希望获得女儿舒小小的抚养权，于是开始打官司，最终法官建议两人戒赌一星期，破戒者失去抚养权。在戒赌比赛的最后一天，意想不到的事情竟然发生了⋯⋯

## 演員
| 演員   | 角色           | 暱稱／關係 |
| 杜汶澤 | 舒 奇          | 病態賭徒 曾為演員 曾奪非洲影帝 珊姐、舒突之子 舒青之兄 張惠香之夫 舒小小之父 因在澳門被高利貸集團軟禁 Michelle之追求對象 與張惠香比賽戒賭一星期以爭取撫養權，後退出 *演出过《绝代宗师2086》姓名影射：舒琪 |
| 薛凱琪 | 張惠香         | 香香 病態賭徒 曾為Sam之助手 舒奇之妻 舒小小之母 因在澳門被高利貸集團軟禁 Sam之追求對象 與舒奇比賽戒賭一星期爭取撫養權，後取消離婚                                                                         |
| 朱咪咪 | Pauline Cheung | 波玲 張惠香之母 舒小小之外婆 |
| 佘卓颖 | 舒小小         | 舒奇、張惠香之女兼爭取撫養權對象 姓名諧音：輸少少 |
| 胡然   | Michelle Siu   | 導演 Sam之前度女友 邀請舒奇擔任電影男主角 追求舒奇 張惠香之情敵 |
| 伍允龍 | Sam Wong       | 賭場老闆 鑽石王老五 Michelle之前度男友 利用張惠香對付老千 追求張惠香 舒奇之情敵 |
| 溫 超  | 超那星         | 舒奇之好友 舒奇之婚禮伴郎 舒青之男友 |
| 李思蓓 | 舒 青          | 舒奇之妹妹 超那星之女友 收下Sam的三百萬出賣舒奇 姓名諧音：輸清 |
| 金 剛  | 金牙贵         | 高利貸 |
| 江美儀 | 法 官          | 勒令舒奇、張惠香比賽戒賭一星期爭取撫養權 |
| 羅家英 | 舒 突          | 臨時演員 舒奇、舒青之父 珊姐之夫 |
| 黃文慧 | 珊 姐          | 舒突之妻 舒奇、舒青之母 患有老人痴呆症 |
| 許紹雄 |                | 茶餐廳老闆 後與張惠香合資開多間茶餐廳 |
| 楊詩敏 | 核突莲娜       | 張惠香之好友 |
| 肥 妈  | 十 姨          | 神婆 為張惠香算命 |
| 邹凯光 | 王晶卫         | 国际大导演 后被Michelle派人打伤 |
| 袁祥仁 | 神秘人         | |
| 陳嘉佳 | 醜女           | |
| 羅彩玲 | 婚禮姊妹       | |

## 歌曲
| 曲別   | 歌名         | 作曲   | 作詞 | 編曲         | 監製           | 演唱         |
| ------ | ------------ | ------ | ---- | ------------ | -------------- | ------------ |
| 主題曲 | 《爛賭神君》 | 胡文森 | 尹光 | Tige Hui@BGI | 鄧智偉、莊冬昕 | 尹光、杜汶澤 |

## 記事
- 2011年8月12日，杜汶澤與薛凱琪為電影進行拍攝工作。[3]
- 2012年2月1日，薛凱琪與杜汶澤為電影宣傳。[4][5]
- 2012年2月10日，薛凱琪與杜汶澤為電影宣傳。[6][7][8]
- 2012年2月15日，本片於晚上舉行首映禮。[9]